# Bogusław Michalonek
Bogusław „Idol” Michalonek (ur. 1959, zm. 22 sierpnia 2015 w Łodzi) – polski wokalista punk rockowy. Lider zespołów Phantom, Enola Gay, Phantom Neo i Cinema.

## Życiorys
Pochodził z Łodzi, gdzie uczył się w XV Liceum Ogólnokształcącym. Dzięki wujkowi – byłemu żołnierzowi Armii gen. Andersa, który nie zdecydował się powrócić do Polski, lecz zamieszkał w Londynie – miał możliwość poznać brytyjskiego punk rocka. Na zaproszenie krewnego odwiedził Wielką Brytanię, gdzie poznał londyńskie kapele punkowe. Zainspirowany, w 1979 został współzałożycielem, liderem i wokalistą jednej z pierwszych kapel tego gatunku w Polsce – Phantom. W późniejszym okresie śpiewał również w zespołach Enola Gay, Phantom Neo i Cinema.

### Życie prywatne
Miał żonę – Annę. Małżeństwo miało dziecko. Para rozstała się. W młodości mieszkał na łódzkim osiedlu Teofilów, w późniejszym okresie zamieszkiwał przy al. 1-Maja w Łodzi.
Został pochowany na cmentarzu rzymskokatolickim przy ul. Szczecińskiej w Łodzi. Na jego nagrobku nie ma podanej daty urodzenia i śmierci, lecz znajduje się inskrypcja „I may get lost, but I do not fear” Going Slow.